# Artur London
Artur London (Ostrava, entonces en el Imperio Austrohúngaro, 1 de febrero de 1915 - París, 8 de noviembre de 1986) fue un político comunista checoslovaco. 
Nació en una familia judía, el cuarto de cinco hijos de Emil London, un trabajador y más tarde miembro fundador del Partido Comunista de Checoslovaquia. Bajo la influencia de su padre, se involucró en la actividad política en las filas de la juventud comunista desde temprana edad. Fue encarcelado por primera vez a la edad de catorce años, y nuevamente tres años después. Posteriormente pasó a la clandestinidad a instancias de la dirección del Partido Comunista y viajó en secreto a Moscú en 1934. Luego trabajó allí en las filas de la sección juvenil de la Internacional Comunista. Aquí conoció a la taquígrafa Lise Ricol, con quien se casó en 1935.
Luchó con las Brigadas Internacionales en la guerra civil española. Desde abril de 1937 hasta enero de 1938, London trabajó en las fuerzas de seguridad de Valencia y Barcelona, luego en el personal de brigadas internacionales en Albacete como jefe del departamento eslavo-balcánico del SIM ( Servicio de Información Militar), bajo el control de la NKVD.
Tras la derrota de los republicanos españoles y la victoria del bando franquista, la pareja huyó a Francia.
Fue miembro de la Resistencia francesa a partir de 1940 y fue más adelante arrestado  y deportado al campo de concentración de Mauthausen en 1942. Su esposa fue arrestada el mismo año, luego encarcelada y enviada al campo de Ravensbrück en 1944. Ambos prisioneros sobrevivieron y después de la guerra permanecieron en Francia (con el consentimiento del PCF y el Partido Comunista de Checoslovaquia). London trabajaba en la embajada de Checoslovaquia en Francia. En 1947, debido a una nueva tuberculosis, completó una estancia de convalecencia de varios meses en Suiza. Después de su regreso, asumiría el cargo de Consejo de Legación de la Embajada de Checoslovaquia en París.
A fines de 1948, él y su familia regresaron a Checoslovaquia.
En 1949 es nombrado viceministro de Asuntos Exteriores de Checoslovaquia. En las décadas de 1940 y 1950, comenzó la búsqueda de "enemigos internos" en las filas del Partido Comunista. London, como judío y brigadista internacional con conexiones extranjeras, se convirtió en uno de los sospechosos. Atendiendo al antisemitismo manifestado por Stalin después de la Segunda Guerra Mundial, el hecho de que London fuera judío no sería ajeno a su persecución. Desde finales de 1949 fue interrogado y vigilado reiteradamente por la Seguridad del Estado. Es detenido en 1951 y será uno de los catorce acusados en el Proceso de Praga en 1952. Fue sometido a torturas físicas y psicológicas y después de seis meses fue obligado a "confesar" por espionaje, titoísmo y «conspiración contra el Estado», que más tarde se demostrarán falsas.

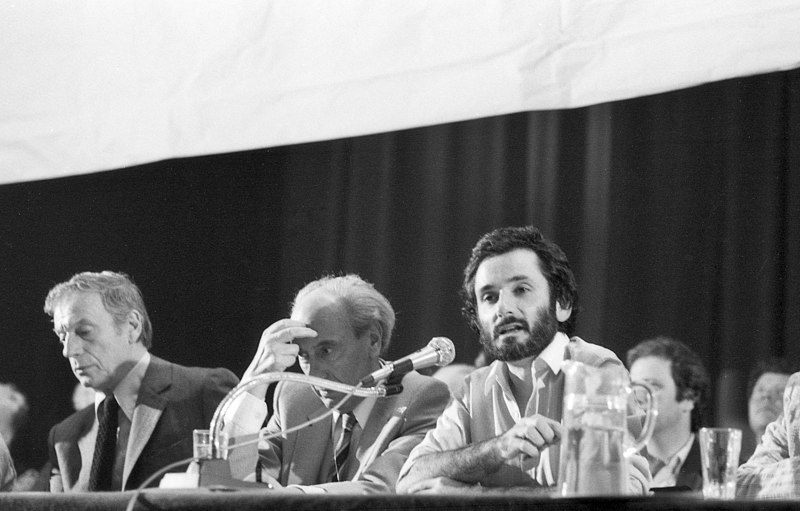
De izquierda a derecha, Yves Montand (protagonista de la película La Confesión), Artur London y Michel Broué en un acto en defensa de los detenidos de Carta 77.

El proceso acabará con once condenas a muerte en la horca y tres cadenas perpetuas, entre las cuales la de Artur London. Será rehabilitado en 1956. En 1963, abandona Checoslovaquia y se instala en Francia, donde publica Espagne..., una obra dedicada a la guerra civil española, lo que es para él una manera de rehabilitar a los veteranos de las Brigadas Internacionales que habían sido encarcelados o ejecutados en los procesos llevados a cabo en Praga, Budapest y Sofía. En 1968 publica L'Aveu (La confesión) a partir del cual Costa Gavras realizó la película del mismo título en 1970, con guion de Jorge Semprún.
Su mujer fue Lise London, cuyo nombre de soltera era Lise Ricol, de origen español y cuñada del dirigente del Partido Comunista Francés Raymond Guyot.
Siguió siendo miembro del Partido Comunista hasta el final de su vida.

## Obras
- Artur London, La confesión: en el engranaje del proceso de Praga, Vitoria, Ikusager, 2000, ISBN 84-85631-78-1
- Se levantaron antes del alba, escrito por Artur London en Praga, a su salida de la cárcel, es la historia de la Guerra Civil Española vista por uno de los más de treinta mil voluntarios de más de treinta países que formaron las Brigadas Internacionales, de uno de cuyos himnos está extraído el título.